# Otto Fuel
Otto Fuel II es un monopropelente utilizado para propulsar torpedos y otros sistemas de armas. No guarda relación con el Ciclo Otto

## Propiedades
El combustible Otto II es un líquido aceitoso, oloroso y de color rojo anaranjado, que utiliza una mezcla de tres sustancias sintéticas: dinitrato de glicol de propileno (el principal componente), 2-nitrodifenilamina, y dibutilsebacato.
Su principal característica es que no necesita exponerse a ningún oxidante para encenderse y generar energía ya que sus tres componentes reaccionan entre ellos cuando se los calienta. Al no necesitar oxidante y siendo una sustancia relativamente estable, el Otto Fuel es ideal para usarse en los espacios cerrados de un submarino. A pesar de que el combustible puede explotar, eso requiere condiciones extremas. Finalmente, su densidad energética supera ampliamente la capacidad de las baterías eléctricas utilizadas en otros torpedos, lo que maximiza el rango de acción de los ingenios propulsados con el Otto II. 

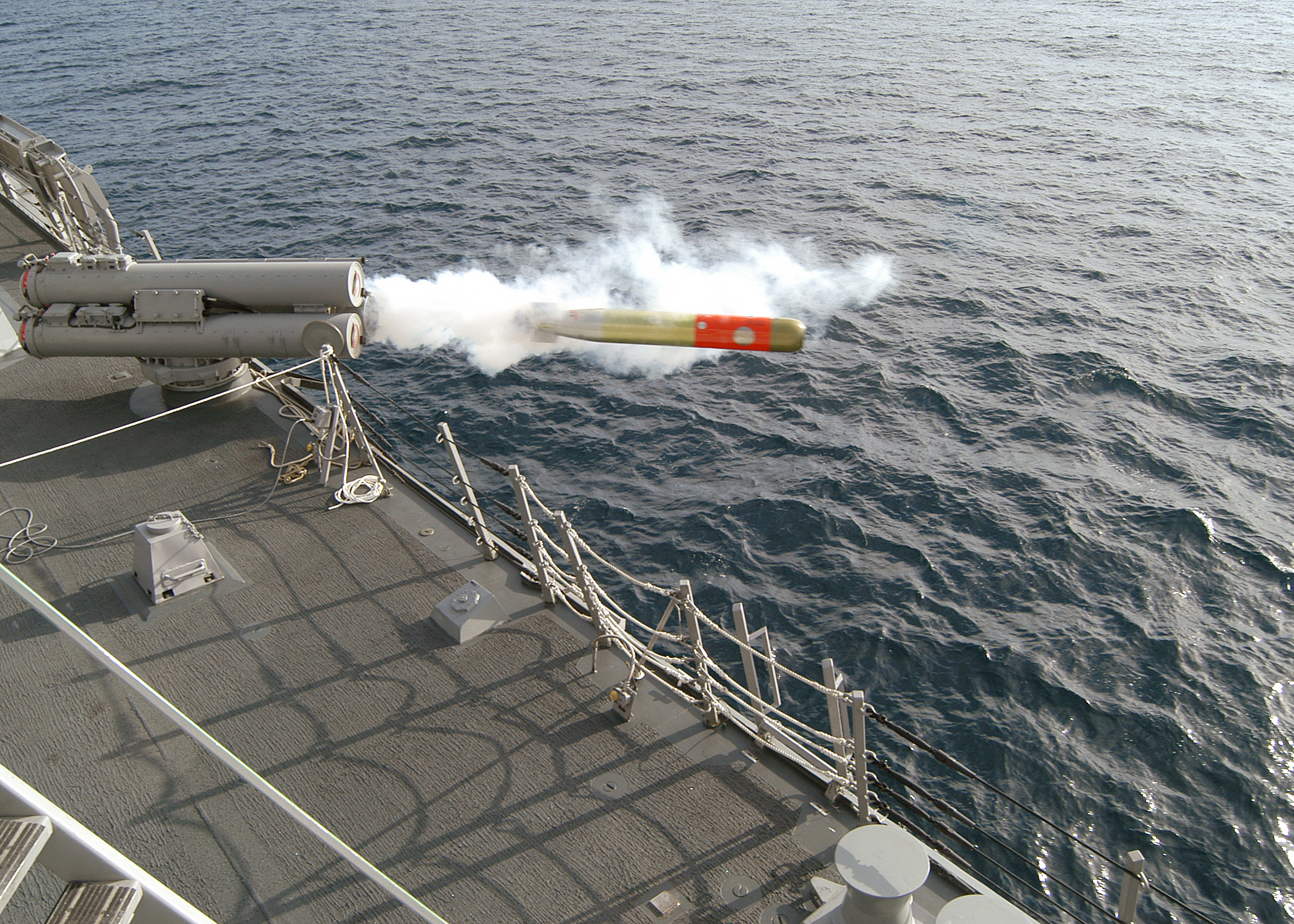
El torpedo Mk-46 utiliza el Otto Fuel II como combustible.

## Ingredientes
El dinitrato de glicol de propileno, es un líquido explosivo incoloro de olor desagradable. La 2-nitrodifenilamina es un sólido naranja usado para controlar la explosión de dinitrato de glicol de propileno. El dibutil sebacato es un líquido transparente usado para fabricar plásticos, muchos de los cuales son usados para empacar alimentos. También es usado para aumentar el sabor en ciertos alimentos como helados, caramelos, alimentos cocidos al horno y bebidas noalcohólicas, y se encuentra en algunas cremas para afeitar.

## Utilizaciones
- Torpedo Mark 46
- Torpedo Mark 48
- Torpedo Spearfish